# Jewgienija Owod
Jewgienija Wiktorowna Owod, ros. Евгения Викторовна Овод (ur. 10 listopada 1982) – rosyjska szachistka, arcymistrzyni od 2001, posiadaczka męskiego tytułu mistrza międzynarodowego od 2002 roku.

## Kariera szachowa
W latach 1996–2000 czterokrotnie reprezentowała Rosję na mistrzostwach świata juniorek w różnych kategoriach wiekowych, dwukrotnie zdobywając medale w grupie do 18 lat: srebrny (Oropesa del Mar 1999) i brązowy (Oropesa del Mar 1998). W 1998 r. zdobyła również tytuł mistrzyni Rosji (do 18 lat) oraz zwyciężyła w kołowym turnieju w Sankt Petersburgu. W 1999 r. zadebiutowała w reprezentacji kraju na rozegranych w Batumi drużynowych mistrzostwach Europy. W 2001 r. dwukrotnie zajęła III m. w męskich turniejach w Nowej Ładodze. W 2004 r. zdobyła w Stambule tytuł akademickiej mistrzyni świata. W 2006 r. uczestniczyła w Jekaterynburgu w pucharowym turnieju o mistrzostwo świata kobiet, w I rundzie przegrywając z Naną Dzagnidze. W 2007 r. odniosła kolejny sukces, zdobywając w Moskwie brązowy medal indywidualnych mistrzostw Rosji kobiet. W 2014 r. podzieliła I m. (wspólnie z m.in. Anastasiją Bodnaruk, Elmirą Mirzojewą i Aleksandrą Goriaczkiną) w otwartym turnieju w Satce.
Najwyższy ranking w dotychczasowej karierze osiągnęła 1 lipca 2009 r., z wynikiem 2447 punktów zajmowała wówczas 40. miejsce na światowej liście FIDE, jednocześnie zajmując 7. miejsce wśród rosyjskich szachistek.